# Campionato internazionale di scherma 1931
Il nono campionato internazionale di scherma si è svolto nel 1931 a Vienna, in Austria.
Sono stati assegnati 1 titolo femminile e 6 titoli maschili:
- femminile
  - fioretto individuale
- maschile
  - fioretto individuale
  - fioretto a squadre
  - sciabola individuale
  - sciabola a squadre
  - spada individuale
  - spada a squadre

## Risultati

### Uomini
| Evento                          | Oro | Argento                                                                                           | Bronzo                                                                                        |
| Spada                           | |                                                                                                   |                                                                                               |
| Spada individuale (dettagli)    | Georges Buchard                                                                                              | Bernard Schmetz                                                                                   | Paul Rousset                                                                                  |
| Spada a squadre (dettagli)      | Italia Carlo Agostoni Nino Bertolaia Giancarlo Cornaggia-Medici Renzo Minoli Saverio Ragno Franco Riccardi   | Francia Jacques Coutrot Fernand Jourdant Louis Prat Paul Rousset Bernard Schmetz                  | Svezia Curt Dahlgren Gustaf Dyrssen Hans Granfelt Carl Gripenstedt Nils Hellsten Sven Thofelt |
| Fioretto                        | |                                                                                                   |                                                                                               |
| Fioretto individuale (dettagli) | René Lemoine                                                                                                 | Gustavo Marzi                                                                                     | John Emrys Lloyd                                                                              |
| Fioretto a squadre (dettagli)   | Italia Giorgio Chiavacci Giulio Gaudini Gioacchino Guaragna Gustavo Marzi Ugo Pignotti Saverio Ragno         | Ungheria János Hajdú Ottó Hatz Gusztáv Kálniczky György Piller-Jekelfalssy József Rády Péter Tóth | Austria Ernst Baylon Richard Brünner Kurt Ettinger Karl Hanisch Hans Lion Karl Sudrich        |
| Sciabola                        | |                                                                                                   |                                                                                               |
| Sciabola individuale (dettagli) | György Piller-Jekelfalssy                                                                                    | Endre Kabos                                                                                       | Attila Petschauer                                                                             |
| Sciabola a squadre (dettagli)   | Ungheria Aladár Gerevich Gyula Glykais Sándor Gombos Endre Kabos Attila Petschauer György Piller-Jekelfalssy | Italia Renato Anselmi Arturo De Vecchi Giulio Gaudini Gustavo Marzi Ugo Pignotti Emilio Salafia   | Germania Erwin Casmir Julius Eisenecker August Heim Heinrich Moos                             |

### Donne
| Evento                          | Oro          | Argento     | Bronzo      |
| Fioretto                        |              |             |             |
| Fioretto individuale (dettagli) | Helene Mayer | Erna Bogáti | Ellen Preis |

## Medagliere
| Posizione | Nazione     |   |   |   | Totale |
| --------- | ----------- | - | - | - | ------ |
| 1         | Ungheria    | 2 | 3 | 1 | 6      |
| 2         | Francia     | 2 | 2 | 1 | 5      |
| 3         | Italia      | 2 | 2 | 0 | 4      |
| 4         | Germania    | 1 | 0 | 1 | 2      |
| 5         | Austria     | 0 | 0 | 2 | 2      |
| 6         | Regno Unito | 0 | 0 | 1 | 1      |
| 6         | Svezia      | 0 | 0 | 1 | 1      |
| Totale    | Totale      | 7 | 7 | 7 | 21     |